# Véra ou les Nihilistes
Pour les articles homonymes, voir Véra.
Véra ou les Nihilistes est une pièce d'Oscar Wilde écrite en 1881 et mise en scène pour la première fois en 1883. 
La tragédie, qui se déroule en Russie, est vaguement basée sur la vie de Vera Zasulich. C'est la première pièce de Wilde, et la première à être jouée. Une ébauche du scénario est achevée en 1880 et l'année suivante, des dispositions sont prises pour une mise en scène unique à Londres avec Fanny Bernard-Beere dans le rôle-titre, mais la production est annulée. La première représentation a lieu en 1883 au Union Square Theatre de New York après révisions de l'intrigue par Wilde lors d'une conférence en Amérique en 1882. La pièce, avec Marie Prescott dans le rôle de Vera, ne rencontre pas le succès et s'arrête après seulement une semaine. La pièce est rarement rejouée.

## Contexte historique
Au moment de l'écriture de la pièce, le tsar réformateur Alexandre II est en lutte contre des révolutionnaires qui cherchent à l'assassiner. Bien qu'aucun des personnages de Wilde ne corresponde à de véritables personnes, le contexte politique est bien connu de Wilde et du public pour lequel il écrit. Il est suggéré que l'intrigue est inspirée d'événements réels. 
Oscar Wilde s'inspire de Vera Zasulich pour son rôle principal. Vera Zasulich est la fille instruite d'un noble de basse extraction, qui meurt lorsqu’elle a trois ans. Elle rejoint un groupe d'insurgés à la fin de son adolescence. Le 24 janvier 1878, trois ans avant la pièce d'Oscar Wilde, elle rejoint une file de pétitionnaires souhaitant une audience avec le général Fiodor Fiodorovitch Trepov, gouverneur de Saint-Pétersbourg. Elle sort un pistolet de sous sa cape et lui tire dessus avec l'intention de le tuer. Il survit mais est grièvement blessé. Vera attend calmement d'être arrêtée. Bien qu’elle admette sa culpabilité sans hésitation, un jury sympathique l'acquitte. La presse internationale, peu sympathique aux nihilistes, condamne ses actions et son acquittement. Un éditorial du Times déclare que « Nous aurions pu comprendre le procès s'il s'était déroulé à Dublin ». En revanche, le Dublin University Magazine publie un long article enthousiaste louant ses actions patriotiques et condamnant ses mauvais traitements.
Wilde se décrit comme socialiste, bien qu'Ellmann décrive son socialisme plus comme « une haine générale de la tyrannie » qu'une croyance politique spécifique.

## Mise en scène originale
En septembre 1880, Oscar Wilde envoie un exemplaire de sa pièce à l'actrice Ellen Terry : « Peut-être qu'un jour j'aurai la chance d'écrire quelque chose digne de votre jeu ». Bien que flattée, elle refuse de jouer Vera. Wilde se rapproche alors de Geneviève Ward. Il espére peut-être que Véra sera appréciée par celle qui, âgée de dix-neuf ans, s'est mariée et s'est presque immédiatement séparée du comte Constantin de Guerbel, un noble russe, mais elle refuse également.
Le rôle principal est accepté par une jeune actrice montante nommée Fanny Bernard-Beere, qui a fait ses débuts à l'Opéra Comique quatre ans plus tôt. Bien qu'il n'existe aucune trace de l'achat d'une licence pour Vera, Oscar organise et paye pour une seule représentation de jour au Adelphi Theatre le samedi 17 décembre 1881 : « Je suppose que tout le monde se fera russe pour la voir » déclare un commentateur dans Fun : « sera-t-il absolument trop botticellien, je me le demande ? ». Le 30 novembre 1881, un article peut-être écrit par Willie Wilde paraît dans The World : « Considérant l'état actuel du sentiment politique en Angleterre, M. Oscar Wilde a décidé de reporter, pour un temps, la production de son drame Vera ». Trois jours plus tard, Bell's Life in London et Sporting Chronicle fournit des informations supplémentaires : « M. Wilde a présenté sa pièce devant un comité de personnalités littéraires, qui lui ont conseillé de ne pas la mettre en scène. L'œuvre, composée il y a environ quatre ans, regorge de sentiments révolutionnaires, dont on pense qu'ils pourraient faire obstacle à son succès auprès d'un public britannique loyaliste ». 
Le New York Times suggère que l'annulation est ordonnée par des communications diplomatiques du gouvernement russe à Lord Granville, secrétaire d'État aux Affaires étrangères. Le bruit court que le prince de Galles a du intervenir. L'assassinat du tsar Alexandre II le 13 mars 1881 fait de sa belle-sœur danoise, mariée au nouveau tsar Alexandre III, la tsarine. Johan Most, rédacteur en chef du journal anarchiste Freiheit est emprisonné pendant dix-huit mois pour avoir publié un article approuvant l'assassinat. Pour compliquer les choses, le président américain James Garfield, sur qui un ancien partisan a tiré en juillet, meurt des suites de ses blessures le 18 septembre 1881. Une campagne d'attaques de Féniens, orchestrée depuis New York par Jeremiah O'Donovan Rossa de l'Irish Republican Brotherhood, terrorise alors les citoyens des villes britanniques et des bombes explosent ou sont désamorcées à Manchester, Chester, Liverpool et Londres. Dans ce contexte, on comprend que les autorités soient réticentes à faciliter la mise en scène de ce qu'Oscar décrit comme « [s]a première attaque contre la Tyrannie ». Il déclare son intention de faire jouer Vera en Amérique, où il pense trouver « plus de liberté ».
Marie Prescott et son mari, M. Perzel achètent les droits de représentation de la pièce. Elle interprète le rôle principal lors la première représentation au Union Square Theatre. Wilde se rend en Amérique pour la deuxième fois de sa vie spécifiquement pour superviser la production.
La pièce est annulée au bout d'une semaine. M. Perzel déclare aux journaux « la pièce est annulée simplement parce qu'elle n'est pas rentable », expliquant qu'il a déjà perdu 2 500 $ la semaine précédente. Il laisse également entendre qu'il aurait souhaité que Wilde lui-même donne une conférence entre les actes, lui permettant de capitaliser sur la popularité de Wilde en tant qu'orateur public.

## Intrigue

### Personnages

#### Personnages du prologue
- Peter Sabouroff (un aubergiste) ;
- Vera Sabouroff (sa fille) ;
- Michael (le valet de chambre) ;
- Dmitri Sabouroff ;
- Colonel Kotemkin.

#### Personnage de la pièce
- Ivan (le tsar) ;
- Prince Paul Maraloffski (premier ministre de Russie) ;
- Prince Petrovitch ;
- Comte Rouvaloff ;
- Marquis de Poivrard ;
- Baron Raff
- Général Kotemkin ;
- Un page ;
- Un colonel de la garde ;
- Des soldats, des conspirateurs...

Les Nihilistes :
- Peter Tchernavitch (président des Nihilistes) ;
- Michael ;
- Alexis Ivanacievitch (l'étudiant en médecine) ;
- Professeur Marfa ;
- Vera Sabouroff.

### Prologue
Vera est serveuse dans la taverne de son père, située le long d'une route menant aux camps de prisonniers en Sibérie. Une bande de prisonniers s'arrête à la taverne. Vera reconnaît immédiatement son frère Dimitri comme l'un des prisonniers. Il la supplie de se rendre à Moscou et de rejoindre les Nihilistes, un groupe terroriste qui tente d'assassiner le tsar, et de venger son emprisonnement. Elle et le valet de chambre de son père, Michael, partent rejoindre les Nihilistes.

### Acte I
Cinq ans plus tard, Vera est devenue le meilleur assassin des Nihilistes et est recherchée dans toute l'Europe. Elle est amoureuse d'un camarade Nihiliste nommé Alexis : cependant, les Nihilistes ont juré de ne jamais se marier. Une réunion nihiliste est presque interrompue par des soldats, mais Alexis arrête l'attaque en révélant sa véritable identité : il est le tsarévitch, héritier du trône de Russie. Cet acte lui vaut l'admiration de Vera et la haine des Nihilistes.

### Acte II
Lors d'une réunion du conseil, le tsar Ivan et son cruel ministre, le prince Paul Maraloffski, critiquent les tendances démocratiques du tsarévitch Alexis, mais le tsar est assassiné par Michael après que le tsarévitch a ouvert la fenêtre.

### Acte III
Alexis monte sur le trône et exile le prince Paul Maraloffski, non pas en Sibérie, mais à Paris. Maraloffski rejoint les Nihilistes pour tuer Alexis. La tâche d'assassiner le tsar est confiée à Vera. Elle doit s'infiltrer dans le palais, poignarder le tsar et jeter le poignard par la fenêtre en guise de signal aux agents nihilistes en contrebas. Si elle ne le fait pas, les agents entreront par effraction et le tueront. Cependant, Vera hésite à tuer l'homme qu'elle aime.

### Acte IV
Alexis retourne au palais après son couronnement, dans l'intention de mettre fin à l'injustice en Russie pendant son règne. Vera entre dans le palais, couteau à la main. Alexis la demande en mariage. Elle accepte, mais elle entend ensuite les agents à l'extérieur crier pour le signal. Elle se poignarde et jette le poignard par la fenêtre, et les agents partent satisfaits :
Alexis : Véra, qu'as-tu fait ?

Vera : J'ai sauvé la Russie. [meurt]

## Accueil critique

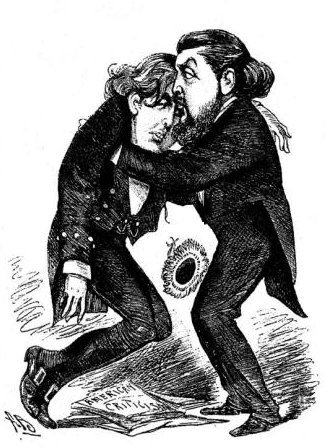
"Mon frère, Willie..." ; "Peu importe, Oscar ; d'autres grands hommes ont eu leurs échecs dramatiques !" Caricature de 1883 d'Alfred Bryan après l'échec de la pièce américaine de Vera, ou Les Nihilistes d'Oscar Wilde.

La réception originale de la pièce est principalement mauvaise.
Dans sa critique de la première mise en scène, le New York Mirror décrit la pièce comme « parmi les pièces de théâtre les plus élevées », « magistrale » et « la plus noble contribution à sa littérature que la scène ait reçue depuis de nombreuses années ». D'autres revues de journaux sont très mauvaises : une « pourriture dramatique de longue date » (New York Herald), « ennuyeuse » (New York Times) et « un peu mieux qu'un fiasco » (New York Tribune).
Punch déclare que c'est « de l'avis de tous, sauf de celui du poète, vera bad ». Pilot, quant à lui, complimente le scénario et critique Prescott qu'il juge être une « actrice médiocre ».
Depuis sa production originale, Vera est très rarement mis en scène. En 1987, le biographe de Wilde, Richard Ellmann, décrit Vera comme « une pièce misérable », mais il note qu'elle « n'est pas tombée de manière désastreuse en dessous de la norme établie pour le drame en un siècle où, comme l'a dit Stendhal, les pièces ne pouvaient pas être écrites ».